# Rhamphophila sinistra
Rhamphophila sinistra là một loài ruồi trong họ Limoniidae. Chúng phân bố ở miền Australasia.